# تأثير دول
يصف تأثير دول، الذي يحمل اسم مالكولم دول، عدم تكافؤ في نسبة النظير الثقيل 18O (ذرة أكسجين «قياسية» مع نيوترونين إضافيين) إلى أخف 16O، مقاسة في الغلاف الجوي ومياه البحر. عادة ما يشار إلى هذه النسبة δ18O.
لوحظ في عام 1935 أن الهواء يحتوي على 18O درجة مئوية أكثر من مياه البحر. تم تقدير ذلك في عام 1975 إلى 23.5 ‰، ولكن تم صقله لاحقًا إلى 23.88 ‰ في 2005. ينشأ عدم التوازن بشكل رئيسي نتيجة للتنفس في النباتات والحيوانات. نظرًا للديناميكا الحرارية لتفاعلات النظائر، يزيل التنفس أخف - وبالتالي أكثر تفاعلاً - 16O درجة مفضلة لـ 18O درجة مئوية، مما يزيد من الكمية النسبية لـ18O درجة مئوية في الغلاف الجوي.
تتم موازنة عدم المساواة من خلال التمثيل الضوئي. يصدر التمثيل الضوئي الأكسجين بنفس التركيب النظائري (أي النسبة بين 18O درجة مئوية و 16O درجة مئوية) مثل الماء (H2O) المستخدم في التفاعل، وهو مستقل عن نسبة الغلاف الجوي. وبالتالي، عندما تكون مستويات 18O في الغلاف الجوي مرتفعة بما يكفي، سيكون التمثيل الضوئي بمثابة عامل اختزال. ومع ذلك، كعامل معقد، فإن درجة التجزؤ (أي التغير في نسبة النظائر) التي تحدث بسبب التمثيل الضوئي لا تعتمد كليًا على الماء الذي يستخرجه النبات، حيث يمكن أن يحدث التجزئة نتيجة التبخر التفضيلي لـ H216O - تحمل الماء نظائر الأكسجين الأخف، وغيرها من العمليات الصغيرة ولكنها مهمة.

## استخدام تأثير دول
بما أن التبخر يتسبب في أن تكون المياه المحيطية والأرضية ذات نسبة مختلفة من 18O درجة مئوية إلى 16O درجة مئوية، فإن تأثير دول سوف يعكس الأهمية ذات الصلة لعملية التمثيل الضوئي البري والبحري. ستؤدي الإزالة الكاملة للإنتاجية القائمة على الأرض إلى تحول تأثير دول من -2-3 ‰ من القيمة الحالية البالغة 23.5 ‰.
يشير الاستقرار (في حدود 0.5 ‰) من نسبة 18O درجة مئوية إلى 16O درجة مئوية فيما يتعلق بمياه سطح البحر منذ آخر فترة بين الجليدية (آخر 130 ألف سنة)، المستمدة من قلوب الجليد، إلى أن الإنتاجية الأرضية والبحرية قد اختلفت معًا خلال هذا فترة زمنية.
تم العثور على الاختلافات الألفية لتأثير دول إلى الأحداث المفاجئة لتغير المناخ في منطقة شمال الأطلسي خلال الستين سنة الماضية. تشير الارتباطات العالية لتأثير دول إلى δ18O سبيلوذم، وهو مؤشر لتساقط الأمطار الموسمية، إلى أنها عرضة للتغييرات في إنتاجية الأرض ذات خطوط العرض المنخفضة. تستجيب اختلافات المقياس المداري لتأثير دول، التي تتميز بفترات تتراوح من 20-100 kyr، بقوة إلى الانحراف المداري للأرض والاستباقية، ولكن ليس الانحراف.
يمكن أيضًا تطبيق تأثير دول كمتتبع في مياه البحر، مع استخدام اختلافات طفيفة في الكيمياء لتتبع «جزء» منفصل من الماء وتحديد عمره.

## روابط خارجية
- The O/O Ratio of Atmospheric O: The Dole Effect